# Anna Goorman-Dommerholt
Hendrika Johanna (Anna) Goorman-Dommerholt (Eefde, 16 oktober 1902 – Gorssel, 13 juni 2012) was van 12 augustus 2011 tot haar overlijden tien maanden later de (voor zover bekend) oudste vrouw van Nederland. 
Ze woonde tot haar 6e aan de Koffiestraat in Eefde en daarna aan de Molenweg in Gorssel. Vanaf haar 101e verbleef ze in verzorgingstehuis De Borkel aldaar. 
Ze was zeer slechtziend en hoorde slecht. In 1975 werd ze weduwe. Ze overleed uiteindelijk op de leeftijd van 109 jaar en 241 dagen.